# Mimì il supersonico
Mimì il supersonico (Zoom and Bored) è un film del 1957 diretto da Chuck Jones. È un cortometraggio d'animazione della serie Merrie Melodies, uscito negli Stati Uniti d'America il 14 settembre 1957. Ha come protagonisti Willy il Coyote e Beep Beep. È stato distribuito anche coi titoli Il martello pneumatico, Trappole per uccelli e, dal 1997, Vitto e alloggio.

## Trama
Willy (Allupatus vulgaris) insegue Beep Beep (Uccellus velocior), che finisce per farlo cadere da un dirupo due volte e incastrare in una roccia. Prova quindi a catturarlo o ucciderlo con i seguenti metodi:
- legge su un libro come intrappolare Beep Beep, ossia scavare una buca, camuffarla e aspettare che l'uccello vi cada. Mentre scava una buca con un martello pneumatico, Willy vi cade dentro e, uscitovi frastornato, distrugge il libro;
- costruisce un muro di mattoni, ma Beep Beep non vi sbatte. Mentre cerca di capire perché, Willy crede che vi sia un suo doppelgänger che lo stia prendendo in giro. Decide allora di lanciare un candelotto di dinamite, ma gli esplode addosso, non essendovi doppelgänger;
- distraendo Beep Beep con del mangime, apre a distanza una bottiglia piena di vespe affinché lo pungano, tuttavia gli insetti inseguono Willy;
- distraendo Beep Beep con altro mangime, Willy gli lancia un'incudine dall'altura lì vicino, ma finisce per cadere lui stesso insieme all'incudine, venendone schiacciato, mentre Beep Beep riesce a schivarla;
- tenta di far rotolare una bomba giù da una collina, ma l'ordigno esplode in faccia a Willy non appena accende la miccia;
- carica una catapulta con cui intende lanciare un macigno, che gli cade in testa;
- lancia un arpione, ma realizza solo dopo che la corda dell'arpione è legata anche alla sua caviglia, venendone trascinato. Dopo essere riuscito a slegare il nodo, il coyote rischia di precipitare ed è costretto ad afferrare la corda. Dopo una serie di disavventure, Willy riesce a liberarsi dell'arpione e si ritrova completamente frastornato in cima a un dirupo. Beep Beep arriva sul posto e mostra un cartello con scritto "Proprio non me la sento. Ciao!" per poi fuggire.

## Distribuzione

### Edizioni home video

#### VHS
America del Nord
- A Salute to Chuck Jones (1985)
- Stars of Space Jam: Road Runner and Wile E. Coyote (26 novembre 1996)

Italia
- Gatti, sorci... e fantasia, 1ª parte (dicembre 1989)
- Wile E. Coyote & Road Runner n. 2 (ottobre 1990)
- Wile E. Coyote 2 (giugno 1994)
- Le stelle di Space Jam: Beep Beep e Willy il Coyote (marzo 1997)

#### Laserdisc
- The Road Runner Vs. Wile E. Coyote: If At First You Don't Succeed... (18 maggio 1994)

#### DVD
Il corto fu pubblicato in DVD-Video in America del Nord nel secondo disco della raccolta Looney Tunes Golden Collection: Volume 2 (intitolato Road Runner and Friends) distribuita il 2 novembre 2004, in cui è visibile anche con la sola colonna musicale; il DVD fu pubblicato in Italia il 16 marzo 2005 nella collana Looney Tunes Collection, col titolo Beep Beep e i suoi amici. In Italia fu inserito anche nel DVD Giochetto o scherzetto? della collana I tuoi amici Looney Tunes, uscito il 21 ottobre 2009, mentre in America del Nord fu inserito nel primo disco della raccolta DVD Looney Tunes Spotlight Collection Volume 7, uscita il 13 ottobre 2009. È stato infine inserito nel DVD Road Runner and Wile E. Coyote della collana Stars of Space Jam, uscito in America del Nord il 9 ottobre 2018.